# زراعة الأنسجة

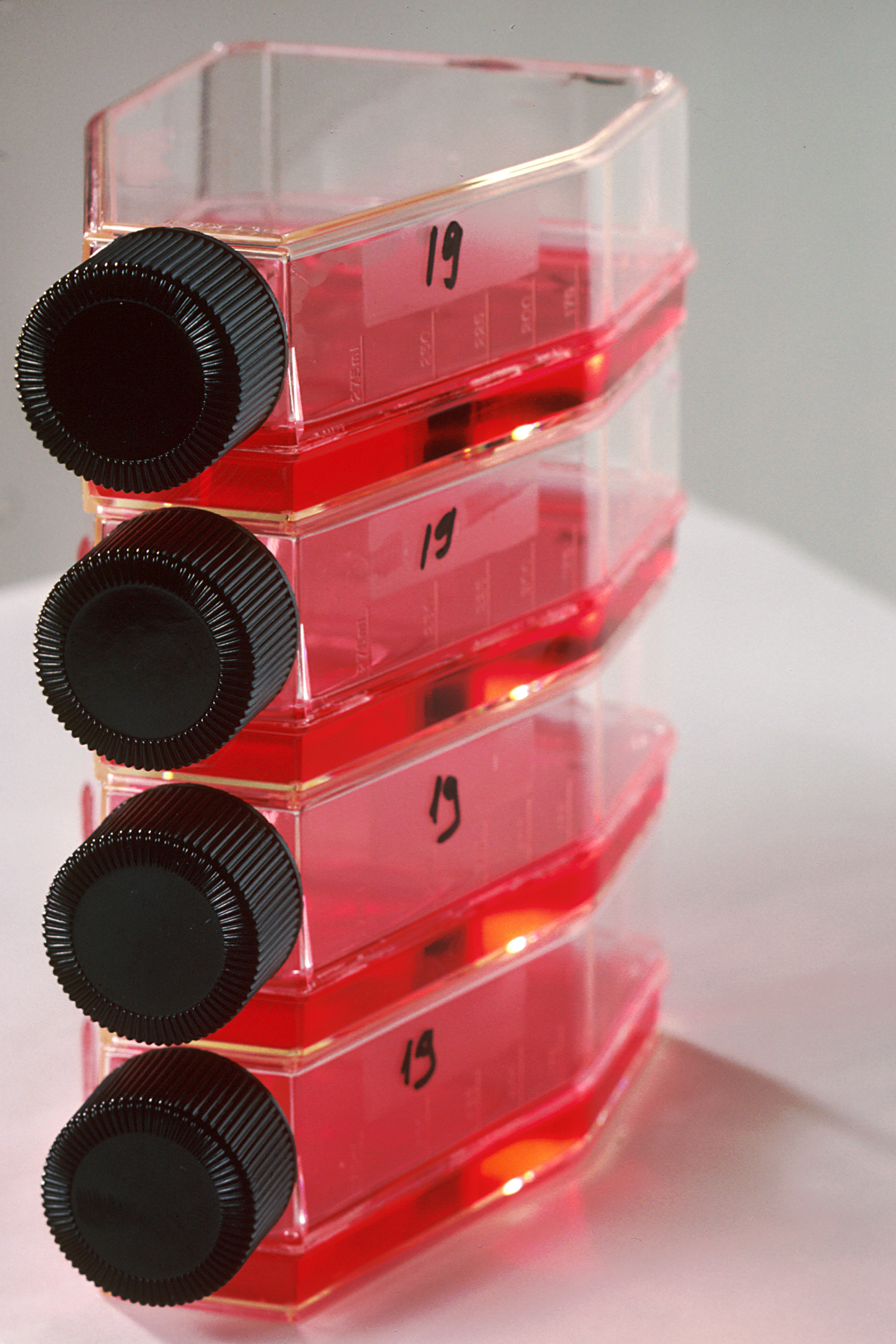
حاويات تحوي مزارع للأنسجة تحوي بيئات غذائية لنمو الخلايا المزروعة

زراعة الأنسجة أو مزارع الأنسجة هي عبارة عن تنمية وزراعة الأنسجة أو الخلايا بمعزل عن الكائن الحي وذلك في بيئات نمو صلبة أو شبة صلبة أو سائلة مثل الأغار. زراعة الأنسجة يعبر عنها حسب مصدر الخلايا حيوانية أو نباتية، فمثلا يطلق مصطلح زراعة الأنسجة النباتية على الأنسجة أو الخلايا المزروعة من النبات. يعتبر الطبيب الأمريكي مونتروز توماس بروس هو من أطلق مصطلح «زراعة الأنسجة».

## الاستخدام تاريخياً
في عام 1885، قام الدكتور ويلهلم رو بإزالة جزء من الصفيحة العصبية لجنين الدجاج، حيث وضع في محلول ملحي لمنع تحلل النسيج وحفظ لعدة أيام، ليبدأ بوضع القواعد الأساسية لزراعة الأنسجة. في عام 1907 قام عالم الحيوان روس جرانفيل هاريسون بزراعة خلايا جنين الضفدع لتعطي خلايا عصبية في بيئة غذائية من اللمف المتخثر. في عام 1913، قام العالم اليهودي ستنهاردت والعالم ليمبرت بتنمية فيروس فيكسينا في أجزاء من نسيج القرنية لخنزير غينيا. في عام 1996، استخدمت لأول مرة الأنسجة التي تم إكثارها بزراعة الأنسجة لاستبدال جزء صغير من الأحليل، والذي أدى إلى فهم التقنية للحصول على عينات من النسيج وتنميته خارج الجسم بدون مادة داعمة وإعادة تطبيقه مجددا، يمكن استخدامه بأحجام تقل عن 1 سم.
العالم جوتليب هابرلندت هو أول من نوه إلى إمكانية الزراعة الآمنة للأنسجة المعزولة، مثل زراعة الأنسجة النباتية. حيث أقترح أن خلايا الأشخاص يمكن أن تعامل بنفس الطريقة. الطريقة الأصلية للعام هابرلندت في زراعة الأنسجة أدت إلى اكتشافات مهمة في مجال الأحياء والطب. عرضت فكرته الأصلية عام 1902 وسماها بشكل عام: «نظريا كل الخلايا النباتية قادرة على أن تعطي نباتا كاملا».

## الاستخدام حديثاً

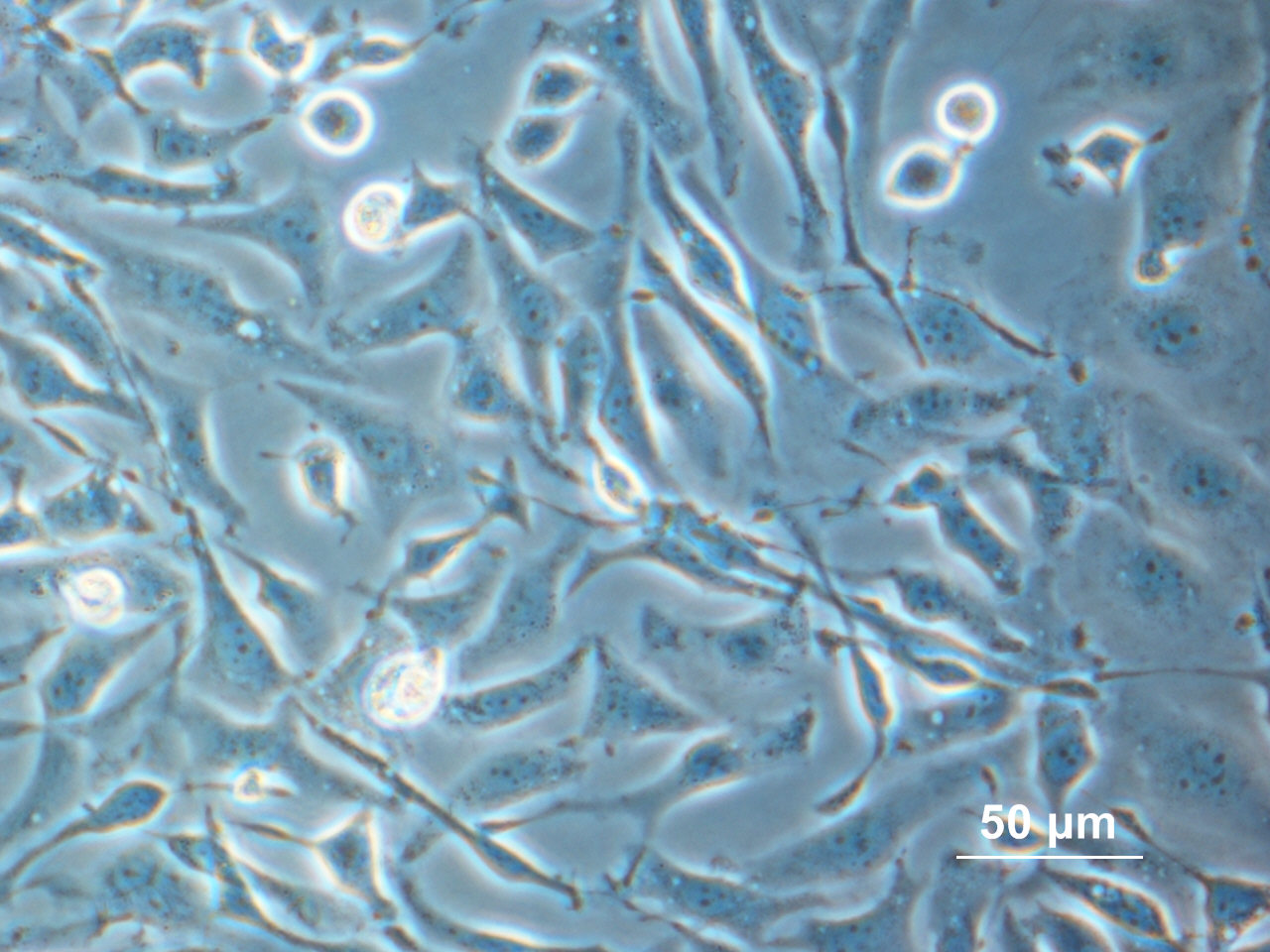
خلايا مزروعة نامية في البيئة الغذائية.

في الاستخدامات الحديثة، بشكل عام تعني زراعة الخلايا من نسيج مأخوذ من كائنات عديدة الخلايا في المختبر. هذه الخلايا تعزل من الكائن الحي، كخلايا أولية أو خلايا جذعية. الخلايا تطمر في بيئة زراعة تحتوي على المواد الغذائية ومصدر الطاقة الضرورية لبقاء الخلية. مصطلح زراعة الأنسجة غالبا يستخدم بدلاً منه زراعة الخلايا.
المعنى الحرفي لزراعة الأنسجة يعود لتنمية أجزاء نسيجية مثل ازدراع النبات "Explant culture".
زراعة الأنسجة تعتبر أداة مهمة لدراسة علوم الحياة من خلايا الكائنات عديدة الخلايا. تعطي نماذج للأنسجة في أنابيب الأختبار وهي بيئة مناسبة للتحكم فيها وتحليلها.
زراعة الأنسجة تهتم بزراعة النباتات بشكل كامل من أجزاء صغيرة من نسيج النبات المزروع في الأوساط الزراعية.

## وصلات خارجية
- http://dapalan.com/BOw1  - دليل إرشادي لطلاب الأحياء
- Plant Tissue Culture - way to "xerox" a plant
- CELOS - قسم من CELOS (مركز البحوث الزراعية في سورينام)
- زرع الخلايا Basics - مقدمة عن زراعة الخلايا، تغطي مواضيع مثل إعداد المختبر، والسلامة وتقنية التعقيم بما في ذلك بروتوكولات زراعة الخلية الأساسية والتدريب بالفيديو.